# جامعة دوبروفنيك الدولية

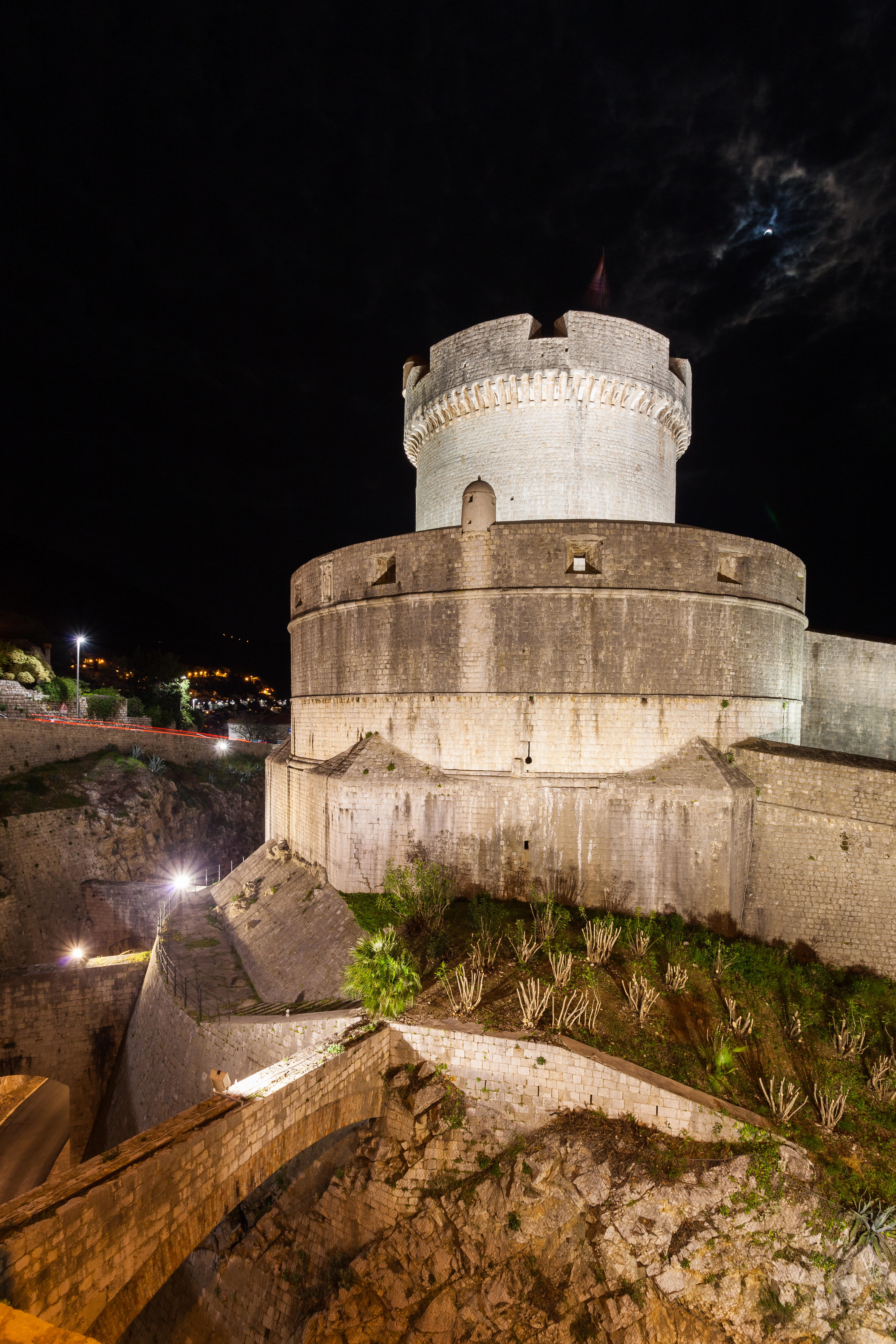
دير الدومينيكان في دوبروفنيك.

جامعة دوبروفنيك الدولية، هي جامعة خاصة تأسست عام 2008 تحت رعاية تحالف الأمم المتحدة للحضارات وبالتعاون مع المؤسسات الكرواتية والأمريكية. تقع داخل دير الدومينيكان في دوبروفنيك بجمهورية كرواتيا وهي أول جامعة خاصة في كرواتيا. تحتفظ الجامعة بثلاث مدارس: مدرسة دوبروفنيك للدبلوماسية ومدرسة دوبروفنيك للأعمال الدولية ومدرسة دوبروفنيك للفنون والعلوم الإنسانية. يتم تدريس الفصول باللغة الإنجليزية في المقام الأول، مما يسهل تسجيل كل من الطلاب الكرواتيين والأجانب.

## مرافق
يوجد بالجامعة أربعة فصول دراسية وعدة مكاتب للموظفين والأساتذة تقع في طابق واحد بجناح دير قديم.